# Kazimierz Szempliński
Kazimierz Włodzimierz Szempliński (Varsavia, 7 gennaio 1899 – Varsavia, 12 febbraio 1971) è stato uno schermidore polacco, vincitore di una medaglia di bronzo ai Campionati Internazionali di scherma.